# Stylopage gracilis
Stylopage gracilis är en svampart som beskrevs av Mekht. & Islamov 1979. Stylopage gracilis ingår i släktet Stylopage och familjen Zoopagaceae.   Inga underarter finns listade i Catalogue of Life.